# Otto Zink

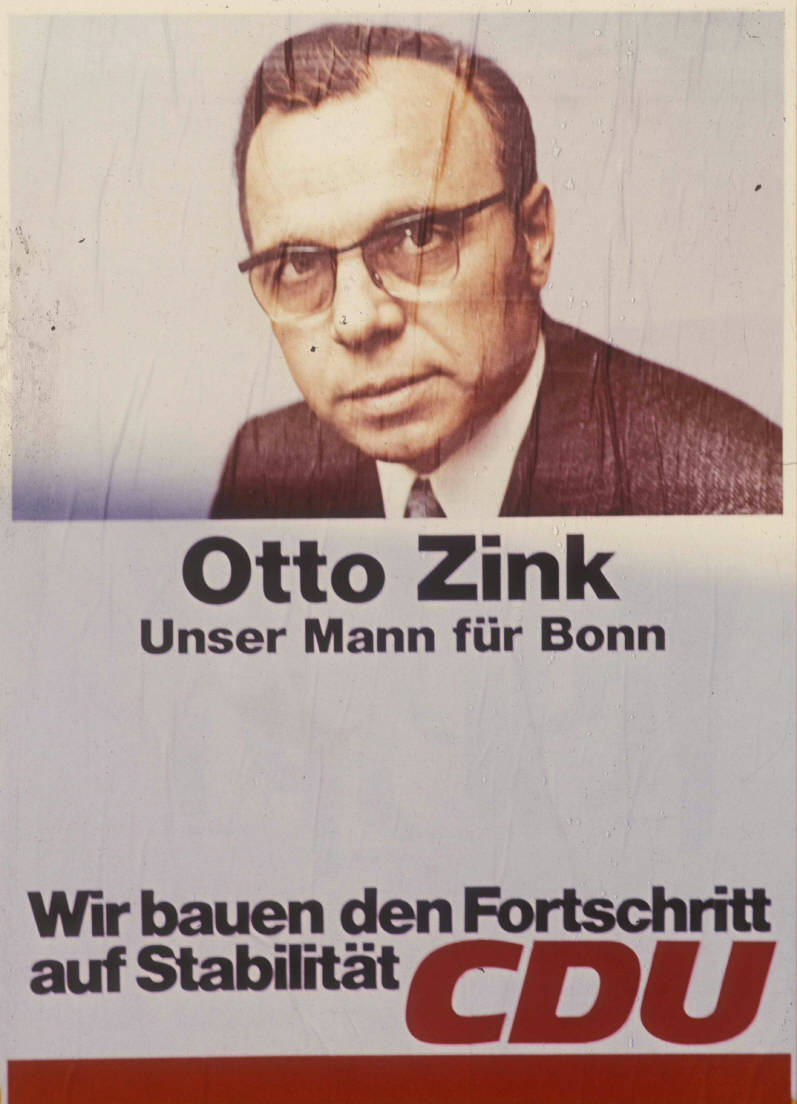
Otto Zink auf einem Wahlplakat zur Bundestagswahl 1972

Otto Zink (* 31. Oktober 1925 in Rüsselsheim; † 9. Mai 2008) war ein deutscher Gewerkschafter und Politiker (CDU).

## Leben
Zink wurde als Sohn eines Kaufmanns geboren. Nach dem Besuch der Volksschule begann er 1940 eine Werkzeugmacherlehre bei der Adam Opel AG, die er 1943 mit der Facharbeiterprüfung abschloss. Er beantragte am 17. Januar 1943 die Aufnahme in die NSDAP und wurde zum 20. April desselben Jahres aufgenommen (Mitgliedsnummer 9.376.453).
Er leistete seit 1943 Reichsarbeitsdienst, wurde anschließend zur Wehrmacht eingezogen und nahm als Soldat am Zweiten Weltkrieg teil. Zuletzt geriet er in Gefangenschaft, aus der er 1947 entlassen wurde.
Danach arbeitete Zink erneut bei der Adam Opel AG, von 1947 bis 1953 als Werkzeugmacher und seit 1961 als technischer Angestellter. Er schloss sich der Gewerkschaft an, wurde 1948 in die Jugendvertretung des Werkes gewählt und war bis 1951 deren Vorsitzender. Von 1951 bis 1961 war er Mitglied des Betriebsrates, seit 1953 auch des Betriebsausschusses. In dieser Zeit wirkte er als Sachbearbeiter für Berufsausbildung und Jugendfragen. Von 1959 bis 1965 sowie von 1972 bis 1974 war er Arbeitnehmervertreter im Wirtschaftsausschuss der Adam Opel AG. Als solcher war er seit Mai 1965 Aufsichtsratsmitglied des Unternehmens. Des Weiteren übernahm er ehrenamtliche Funktionen in der IG Metall und beim DGB. 1991 fungierte er als Bundeswahlbeauftragter für die Sozialwahlen.
Zink schloss sich 1951 der Jungen Union an und trat 1953 in die CDU ein. Er wurde in den Landesvorstand gewählt und war von 1967 bis 1992 stellvertretender Landesvorsitzender der CDU Hessen. Daneben war er von 1961 bis 1985 Landesvorsitzender der hessischen CDA. Seit 1991 ist er Ehrenvorstandsmitglied im CDA-Bundesvorstand.
Er war von 1956 bis 1981 Ratsmitglied der Stadt Rüsselsheim. Von 1962 bis zu seiner Mandatsniederlegung am 18. Oktober 1965 war er Mitglied des Hessischen Landtages. Dem Deutschen Bundestag gehörte er von 1965 bis 1990 an. Er war zunächst über die Landesliste Hessen ins Parlament eingezogen und vertrat dort von 1983 bis 1990 den Wahlkreis Groß-Gerau. Vom 9. September 1981 bis 1987 war er stellvertretender Vorsitzender des Bundestagsausschusses für Arbeit und Sozialordnung und von 1982 bis 1987 Vorsitzender der Arbeitnehmergruppe der CDU/CSU-Bundestagsfraktion.
Zink wurde mit der Wilhelm-Leuschner-Medaille und dem Großen Bundesverdienstkreuz ausgezeichnet.